# New Market (Maryland)
New Market – miasto w Stanach Zjednoczonych, w stanie Maryland, w hrabstwie Frederick.